# Casa de nines (pel·lícula de 1973 de Garland)
 Casa de nines (títol original en anglès: A Doll's House) és una pel·lícula britànica dirigida per Patrick Garland el 1973. Ha estat doblada al català.

## Argument
Adaptació de l'obra teatral homònima d'Ibsen. Per salvar la vida del seu marit Torvald, que tenia una greu malaltia, Nora Helmer es va veure obligada a falsificar la firma del seu pare per poder cobrar un xec que li permetés costejar les despeses mèdiques. Alguns anys després, un home anomenat Krogstad l'amenaça d'explicar-ho tot a Torvald. Quan aquest s'assabenta del succeït reacciona violentament sense comprendre que la seva esposa ha obrat així per amor. Aquest episodi fa que els fonament de la vida de Nora trontollin i la portin a prendre una dràstica decisió. Remake de A Doll's House (Maurice Tourneur, 1918).

## Repartiment
- Claire Bloom: Nora Helmer
- Anthony Hopkins: Torvald Helmer
- Ralph Richardson: Dr. Rank
- Denholm Elliott: Krogstad
- Anna Massey: Kristine Linde
- Edith Evans: Anne-Marie

## Premis i nominacions

### Nominacions
- 1974: BAFTA al millor vestuari per Beatrice Dawson
- 1974: BAFTA al millor actor secundari per Denholm Elliott